# Club del Panthéon
Il club del Panthéon, ufficialmente Riunione degli amici della Repubblica (Réunion des Amis de la République), è stata una società politica francese rivoluzionaria, inaugurata il 25 brumaio dell'anno IV (16 novembre 1795).
Fu il club erede del disciolto club dei Giacobini, con programma però più moderato di denuncia dell'oligarchia dei nuovi ricchi e delle ineguaglianze sociali.
Alcuni membri del club, nonostante l'ambigua relazione con Babeuf, erano legati al Direttorio segreto della congiura degli Eguali e furono arrestati quando questa fu scoperta. La stampa giacobina tuttavia denuncia questa cospirazione come una macchinazione e il processo dei suoi membri divenne un nuovo punto di unione e di forza, contribuendo alla nascita di un neo-giacobinismo.
Iniziò una lieve ripresa dei club alle elezioni del 1797 e in quelle del 1798 il Panthéon ottenne la maggioranza al Consiglio dei Cinquecento, ma alcune disposizioni restrittive (legge del 22 fiorile anno VI) misero fuori legge l'uso degli indirizzi e delle petizioni collettive, e invalidarono le elezioni.